# Halsbach (Reiterbach)
Der Halsbach ist ein Fließgewässer in Bayern. Er entsteht aus Kalkgraben und Geiersteingraben an den Nordwesthängen des Geiersteins, fließt westwärtig durch Lenggries und mündet dort von links in den Reiterbach.